# 5 Kresowy Batalion Ciężkich Karabinów Maszynowych
5 Kresowy Batalion Ciężkich Karabinów Maszynowych (5 Baon CKM) – oddział piechoty Polskich Sił Zbrojnych.

## Formowanie i zmiany organizacyjne
5 Batalion Ciężkich Karabinów Maszynowych został sformowany na podstawie rozkazu nr L.dz.296/I/Tj/42 Dowódcy Armii Polskiej na Wschodzie z dnia 20 października 1942 roku oraz Rozkazu Organizacyjnego nr 1 Dowództwa 5 Dywizji Piechoty z dnia 21 października 1942 roku. 5 Batalion CKM formowany był z kompanii ckm wchodzących dotychczas  w skład 13, 14 i 15 pułków piechoty.  Był jednostką organiczną reorganizowanej 5 Wileńskiej Dywizji Piechoty. Organizatorem i pierwszym dowódcą batalionu został podpułkownik Jan II Lachowicz. Rozpoczęto szkolenie z bronią brytyjską oraz czyniono wysiłki mające na celu poprawę stanu zdrowotnego i kondycji żołnierzy. W dniu 25 lutego rozkazem Dowódcy Armii Polskiej na Wschodzie nr 659 polecono rozwiązać 6 Lwowską Dywizję Piechoty w terminie do 11 marca 1943 roku. W wyniku kolejnej reorganizacji do składu 5 batalionu ckm, weszła z 6 LDP 6 kompania ckm, a batalion podobnie jak dywizja otrzymał miano „5 Kresowy Batalion Ciężkich Karabinów Maszynowych”.  Batalion sukcesywnie otrzymywał broń i pojazdy oraz pozostałe wyposażenie i intensywnie szkolił się na posiadanym sprzęcie. Żołnierze batalionu uczestniczyli w licznych kursach wewnętrznych i zewnętrznych. Batalion stał się jednostką całkowicie zmotoryzowaną.

## Żołnierze batalionu
Dowódcy batalionu
- ppłk Jan II Lachowicz (26 X 1942 - 22 VII 1943)[3]
- mjr Stanisław I Mrozek[4][5] (28 VII 1943 - 15 VIII 1944)
- mjr Stanisław Bargielski (15 VIII - 19 XI 1944)[6]
- kpt./mjr Władysław Chudy (20 XI 1944 - 1947)[6]

Zastępcy dowódcy batalionu
- mjr Stanisław Bargielski (X 1942 -14 VIII 1944)[7]
- kpt. Władysław Chudy (15 VIII - 19 XI 1944)[6]
- kpt. Piotr Studnik (20 XI 1944 - 1947)[8]

## Odznaka pamiątkowa
Odznaka zatwierdzona rozkazem dowódcy 2 Korpusu Nr 108, pkt. 628, z 7 października 1946 roku, L. dz. 1102/GM/46.

Odznaka o wymiarach 43 x 43 mm miała kształt krzyża pamiątkowego Monte Cassino z nałożonym wieńcem, w środku którego umieszczono odcinek taśmy nabojowej z trzema nabojami. Na taśmie umieszczono inicjał „CKM”. Na wieńcu, na wysokości dolnego ramienia krzyża umieszczono numer batalionu „5”. Odznaka oksydowana, dwuczęściowa. Krzyż wykonany w metalu kolorowym, pozostałe części srebrne lub posrebrzane. Odznaka noszona na lewej górnej kieszeni munduru i mocowana nakrętką firmową. Wykonawcą odznaki była firma F.M. Lorioli, Fratelli – Millano – Roma.